# Little Ben

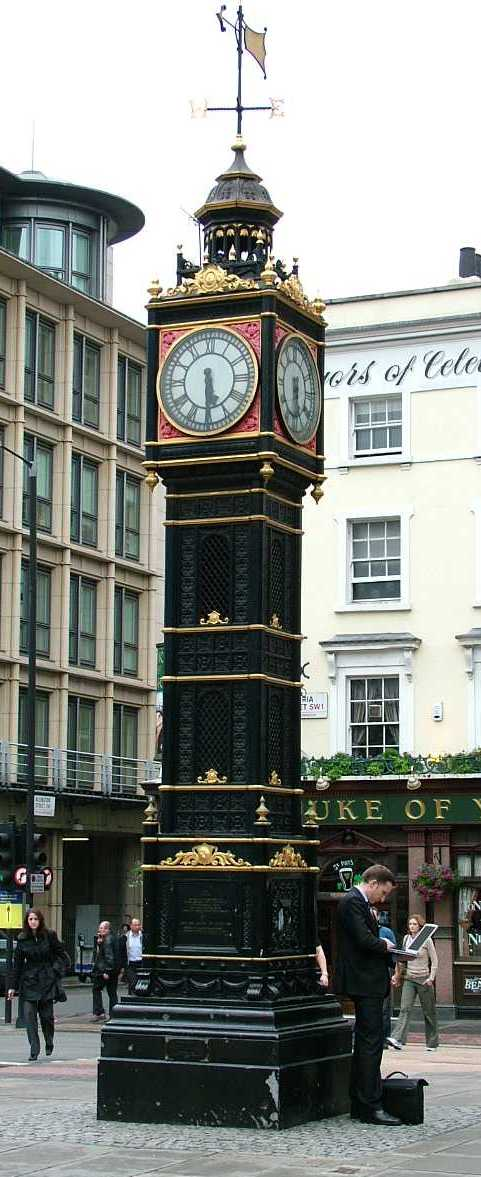
Il Little Ben.

Il Little Ben è una torre dell'orologio in miniatura che si trova a Londra. Costruita in ghisa, la torre si trova nel centro della capitale inglese, presso Victoria Station, e ricalca la famosa torre dell'orologio del Parlamento, il Big Ben. 
Il Little Ben è stato costruito, stando a quanto sostiene lo storico dell'architettura Nikolaus Pevsner, da Gillett & Johnston di Croydon e fu eretto nel 1892. Venne rimosso dalla sua postazione nel 1964 ma vi tornò nel 1981 grazie all'accordo fra il Westminster City Council e la compagna francese ELF Aquitaine. Sul fondo della torre è stata posta la seguente frase: 
(J.W.R.)
Una replica del monumento fu costruita nel 1903 e si trova presso la città di Port Victoria, capitale delle Seychelles.